# Arnavutköy (wijk)
Arnavutköy is een wijk in het district Beşiktaş van de Turkse provincie Istanbul, gelegen tussen de wijken Bebek en Kurucesme. Arnavutköy is Turks voor 'Albanees dorp'; historisch gezien was het een rijk dorp met een grote Albanese populatie, en een kleine Turkse minderheid. Onder Griekse heerschappij had het dorp verschillende namen, waaronder Hestai, Promotu en Anaplus.
Na de grote brand van 1877, die een groot deel van het dorp in as legde, vertrokken de meeste Joodse inwoners van Arnavutköy naar andere delen van Istanbul. Tijdens de pogrom van 1955 moesten de meeste Griekse inwoners van de wijk de stad verlaten. Voornamelijk mensen uit de Turkse Zwarte Zeeregio kochten de vervallen panden op. Arnavutköy is voornamelijk bekend vanwege de rij historische houten woningen langs de Bosporus. Ook bevindt zich er een Grieks-orthodoxe kerk (Taksiarhi), en het Amerikaanse Robert College.

## Galerij

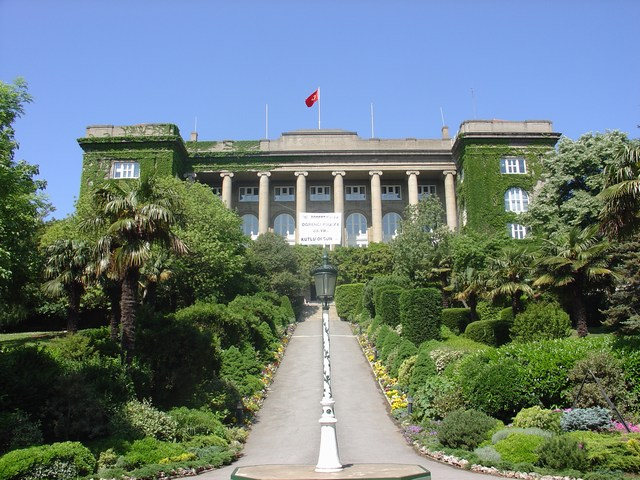
Het Robert College
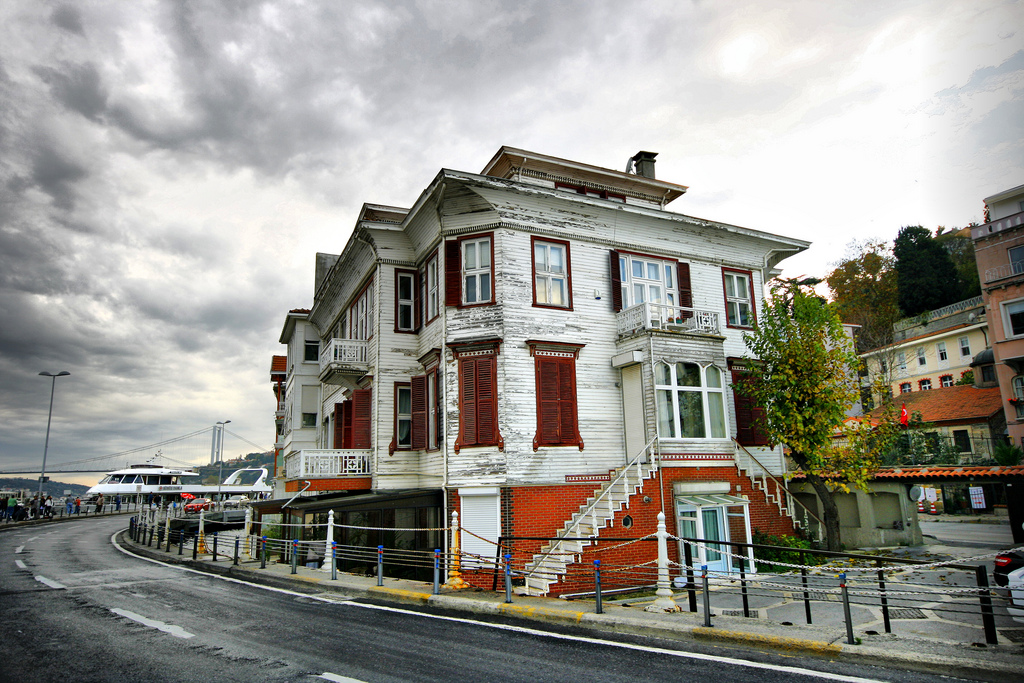
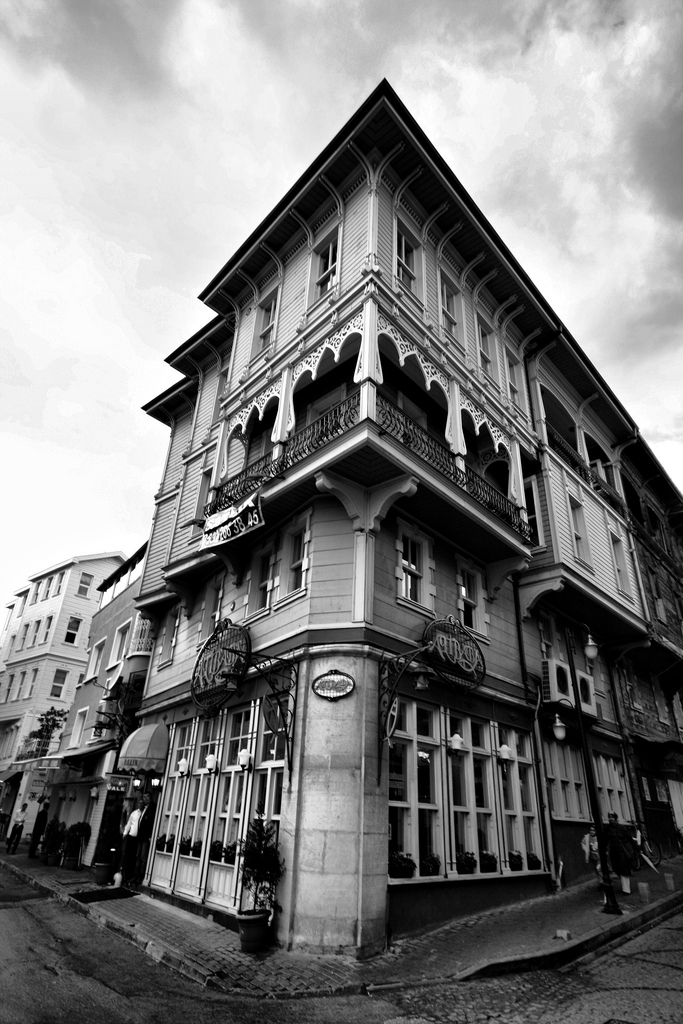